# Бабочки (фильм)
«Бабочки» — советско-польский художественный фильм (психологический детектив), снятый в 1991 году режиссёром Андреем Малюковым по сценарию Елены Райской.

## Сюжет
В старой заброшенной «коммуналке» встречаются бывшие супруги. Выясняется, что муж прячется здесь от преследователей — бандитов, которые охотятся за негативами фотографий. На фотографиях — убийца и грабитель, похитивший крупную антикварную коллекцию. Жена, как оказалось, тоже пришла сюда не случайно — она любовница главаря банды, и убийца подослал её, чтобы выкрасть фотоплёнку. Однако разговорившись, бывшие муж и жена понимают, что по-прежнему любят друг друга, и замышляют дерзкий план побега из осаждённой квартиры.

## В ролях
- Владимир Длоуги — Он, фотограф (озвучил Сергей Малишевский)
- Елена Сафонова — Она, актриса
- Даниэль Ольбрыхский — «Внук», мафиози
- Мария Виноградова — Эмма Марковна, соседка в коммуналке
- Галина Польских — мама
- Елена Бушуева — женщина в больнице
- Сергей Галкин — эпизод
- Светлана Харитонова — санитарка в больнице
- Владимир Майсурадзе
- Татьяна Махова
- Нина Веселовская — помощница режиссёра

## Съёмочная группа
- Автор сценария: Елена Райская
- Режиссёр: Андрей Малюков
- Оператор: Виктор Шейнин
- Художник-постановщик: Владимир Постернак
- Композитор: Роман Загороднюк
- Звукорежиссёр: Игорь Залютаев
- Монтаж: Эльдар Шахвердиев

1. ↑  Česko-Slovenská filmová databáze (чеш.) — 2001.